# مدیچینا
مدیچینا (به ایتالیایی: Medicina) یک کومونه در ایتالیا است که در استان بولونیا واقع شده‌است.

## خصوصیات
مدیچینا ۱۵۹ کیلومترمربع مساحت و ۱۶٬۷۳۹ نفر جمعیت دارد و ۲۵ متر بالاتر از سطح دریا واقع شده‌است.